# Télès
Télès, en grec ancien Τέλης, est un philosophe grec du IIIe siècle av. J.-C. originaire de Mégare ; il se rattache à la tradition des Cyniques. Les écrits que nous connaissons de lui nous ont été transmis, à l’état de fragments, grâce à l’Anthologie de Stobée. On ne sait pratiquement rien de sa vie en dehors de la date à laquelle il a vécu. Télès est aussi une sirène de la mythologie grecque. Son nom signifie « La  parfaite ». 

## Œuvre
Télès est l'auteur de diatribes morales qui nous sont connues par huit fragments longs recueillis dans l’Anthologie de Stobée ; comme Télès n'apparaît pas ailleurs dans la littérature antique, on est entièrement tributaire de Stobée pour la connaissance de ce philosophe. On y trouve une réflexion sur les problèmes moraux qu'on rencontre dans la vie quotidienne.
Il apparaît comme un philosophe mineur, mais Wilamowitz, dans son ouvrage sur Antigone de Caryste, considère qu'il est un témoin intéressant du milieu intellectuel de son temps. Télès, qui accorde une place importante aux citations, aux lieux communs (topoi) et aux anecdotes, ne cherche pas à faire œuvre originale ; c'est plutôt un enseignant, un prédicateur moral, dont l'objectif est de transmettre à un large public la sagesse des grands maîtres. En raison de la perte des diatribes de Bion de Borysthène, qu'on considère généralement comme le fondateur de ce genre littéraire, Télès en est le témoin le plus ancien.
La première édition de Télès selon des méthodes modernes est l'œuvre de Otto Hense (en). Mais Hense a certainement exagéré la dépendance de Télès par rapport à Bion de Borysthène.

## Fragments thématiques de l'œuvre de Bion de Borysthène, transmis par Télès
Sur le théâtre de la vie :
- « De même qu’il faut, pour le bon acteur, bien jouer son rôle quel que soit celui que lui ait attribué le poète, de même pour l’homme de bien, quel que soit celui que lui ait attribué la Fortune. C’est elle en effet, qui, telle une poétesse, attribue tantôt un premier rôle, tantôt un second rôle ; tantôt un rôle de roi, tantôt un rôle de mendiant. Ne t’avise donc pas, si tu es le second rôle, de vouloir le premier rôle : si tu t’y risques, ta prestation sera inappropriée (anarmoston)[6]. »

- « La Fortune, comme une poétesse, crée des rôles de toutes sortes : le rôle du naufragé, du mendiant, de l’exilé, de l’homme connu, de l’homme inconnu. L’homme de bien doit donc bien jouer le rôle qu’elle lui a attribué, quel qu’il soit. Tu es devenu naufragé : joue bien le naufragé ; tu es devenu pauvre, de riche que tu étais : joue bien le pauvre[7]. »

- « De même qu’un bon acteur joue bien le prologue, bien le milieu et bien le dénouement de la pièce, de même l’honnête homme joue bien le début, bien le milieu et bien la fin de la vie[8]. »